# Nanotubo de membrana

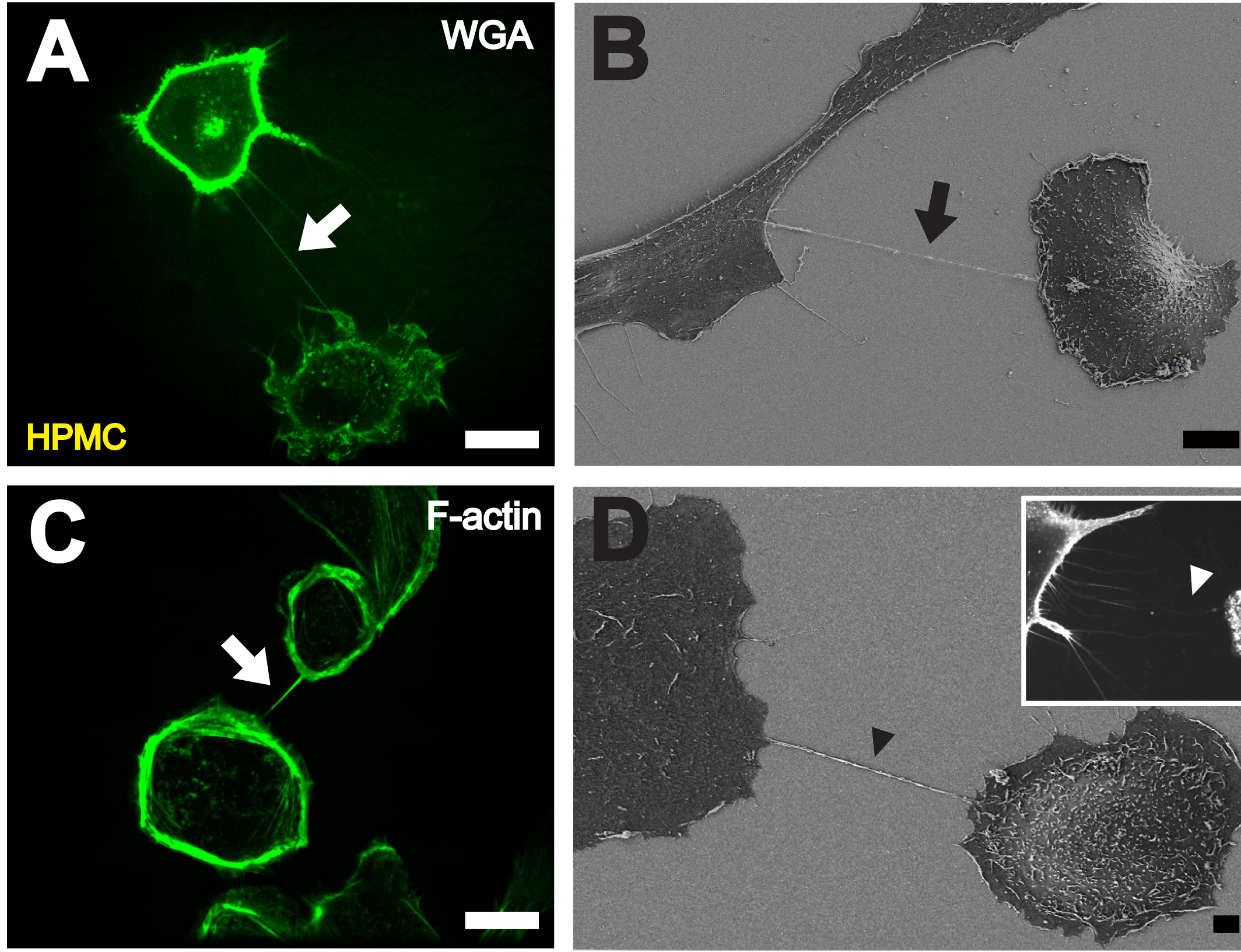
A Imagem de fluorescência óptica de células vivas em 3D de alta resolução dum nanotubo (seta branca) que conecta duas células mesoteliais primárias uma hora depois de colocadas sobre uma placa coberta de colagénio I. Para facilitar a deteção, as membranas celulares foram marcadas com WGA Alexa Fluor® 488. Barra de escala: 20 µm.
B Representação dum nanotubo (seta preta) entre duas células observadas com um microscópio electrónico de digitalização uma hora após colocar a célula numa placa. Barra de escala: 10 µm.
C F-actina marcada com faloidina fluorescente, que mostra a actina presente nos nanotubos entre HPMCs individuais (seta branca). Barra de escala: 20 µm.
D Imagem de microscópio electrónico de digitalização de uma extensão similar a um filopódio associado ao substrato como potencial precursor dos nanotubos (ponta da seta preta). O quadrado pequeno mostra uma imagem de microscópio de fluorescência de protrusões semelhantes a filopóidos associadas ao substrato que se aproximam a uma célula vizinha (ponta de seta branca). Barra de escala: 2 µm.

Os nanotubos de membrana, nanotúbulos de membrana ou citonemas são uns tubos longos e finos formados na membrana plasmática e projetados para o exterior da célula, que conectam diferentes células animais a grandes distâncias, por vezes mais que 100 μm entre células T. Observaram-se dois tipos de nanotubos. O primeiro tipo possui menos de 0,7 micrómetros de diâmetro, contém actina e transporta componentes da membrana plasmática (proteínas, lípidos) entre duas células nas duas direções. O segundo tipo é maior em espessura (>0,7 μm), contém tanto actina como microtúbulos e pode transportar componentes do citoplasma entre as duas células, como em vesículas e organelos.
Estas estruturas podem estar envolvidas na comunicação entre células, na transferência de ácidos nucleicos entre as células de um tecido, e na transmissão de toxinas ou patogenos como o VIH e priões.
Os nanotubos de membrana foram descritos pela primeira vez num artigo da revista científica Cell em 1999, sobre o desenvolvimento dos discos imaginais da asa da mosca Drosophila melanogaster. Mais recentemente, um artigo da revista científica Science publicado em 2004 descreveu umas estruturas que conectavam vários tipos de células imunes, que também estavan presentes em células de cultivo.
Estruturas similares a nível funcional são os plasmodesmos, que interligam as células vegetais, e os estrómulos, que interligam plastos.